# Halterofilismo nos Jogos Olímpicos de Verão de 2004 - Até 56 kg masculino
A competição da categoria até 56 kg masculino do halterofilismo nos Jogos Olímpicos de Verão de 2004 realizou-se no dia 15 de agosto em Atenas. Um total de 17 atletas competiram.

## Medalhistas
| Ouro   | TUR Halil Mutlu |
| Prata  | CHN Wu Meijin   |
| Bronze | TUR Sedat Artuç |

## Resultados
| Pos. | Nome                    | Arranco (kg) | Arremesso (kg) | Total (kg) |
| ---- | ----------------------- | ------------ | -------------- | ---------- |
| 1    | TUR Halil Mutlu         | 135,0        | 160,0          | 295,0      |
| 2    | CHN Wu Meijin           | 130,0        | 157,5          | 287,5      |
| 3    | TUR Sedat Artuç         | 125,0        | 155,0          | 280,0      |
| 4    | BLR Vitali Dzerbianiov  | 127,5        | 152,5          | 280,0      |
| 5    | COL Óscar Figueroa      | 125,0        | 155,0          | 280,0      |
| 6    | ROU Adrian Jigău        | 120,0        | 155,0          | 275,0      |
| 7    | HUN László Tancsics     | 122,5        | 150,0          | 272,5      |
| 8    | INA Jadi Setiadi        | 117,5        | 145,0          | 262,5      |
| 9    | COL Nelson Castro       | 117,5        | 145,0          | 262,5      |
| 10   | IRQ Mohammed Ali        | 120,0        | 135,0          | 255,0      |
| 11   | EGY Ahmed Saad          | 102,5        | 130,0          | 232,5      |
| —    | MAS Mohd Faizal Baharom | 110,0        | —              | DNF        |
| —    | ALG Nafaa Benami        | 105,0        | —              | DNF        |
| —    | FRA Eric Bonnel         | —            | —              | DNF        |
| —    | JPN Masaharu Yamada     | —            | —              | DNF        |
| —    | TPE Yang Chin Yi        | —            | —              | DNF        |
| —    | TPE Wang Shin Yuan      | —            | —              | DNF        |